# Kéfiran

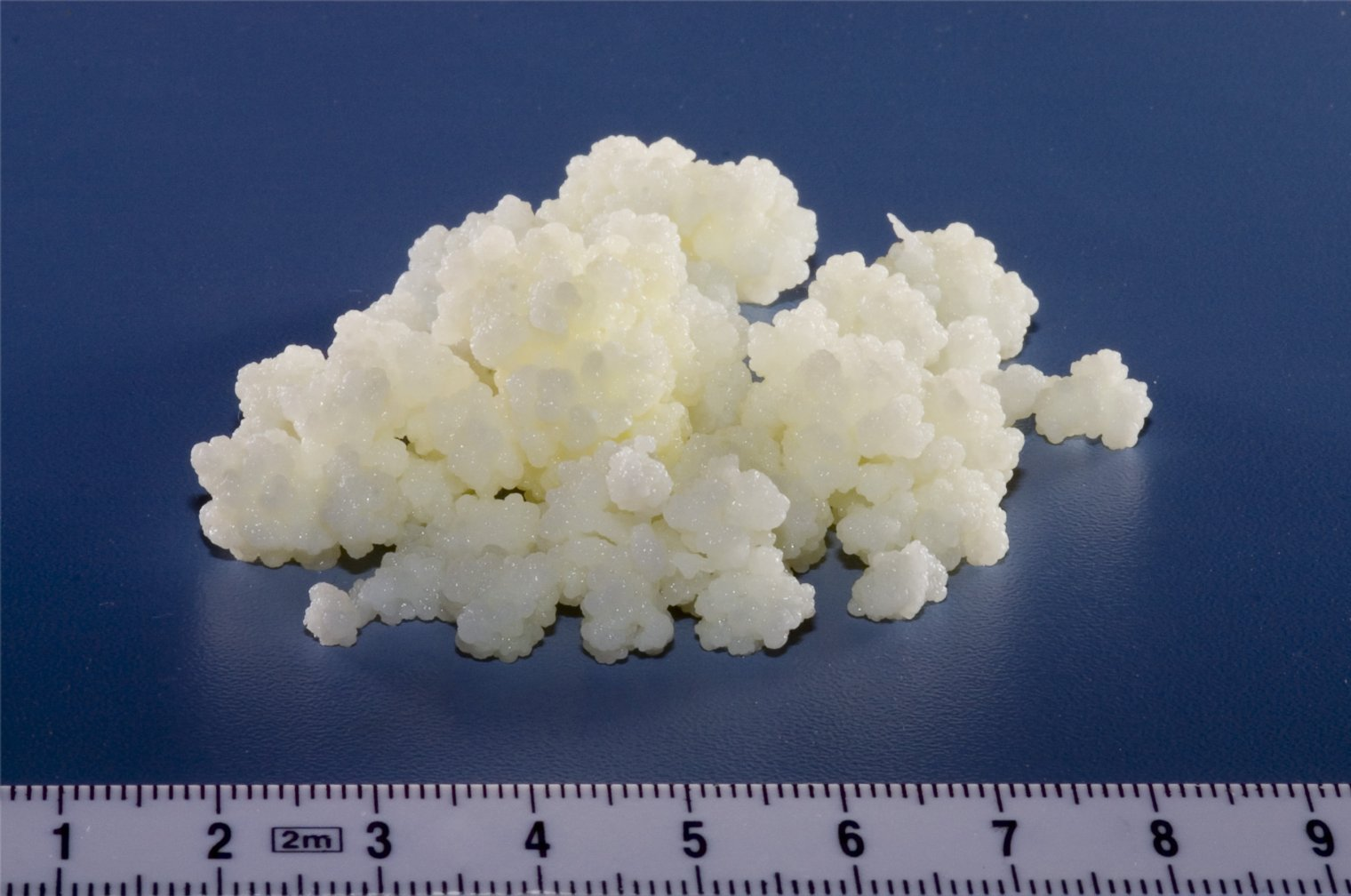
Grains de Kéfir de lait

Le kéfiran est un gel (polysaccharides) de couleur claire, jaune pâle, exudé par les grains de kéfir de lait. C'est un hétéropolysaccharide composé de glucose et de galactose.  À ne pas confondre avec le polysaccharide du kéfir de fruit (ou d'eau) qui est un dextran (α-1,6-glucan). C'est donc un homopolysaccharide composé seulement de glucose,.
Les grains de kéfir de lait sont un agrégat de nombreuses espèces de bactéries et levures vivant en symbiose et qui ont la capacité de déclencher une fermentation d'un lait contenant du lactose, tandis que les grains de kéfir d'eau ont une diversité microbienne moindre[source insuffisante] et se contentent d'eau et de sucre pour se développer. 
Le kéfiran pourrait avoir des qualités médicinales[source insuffisante] et contribuer aux qualités organoleptiques (goût) d'un kéfir. Les bactéries identifiées comme productrices de kéfiran sont Lactobacillus kefiranofaciens et Lactobacillus delbrueckii subsp. bulgaricus[source insuffisante].